# Théodose de Totma
Théodose est un moine orthodoxe russe qui vécut au XVIe siècle en Russie. Il est né vers 1530 à Vologda ou dans sa région ; il est mort en 1568. Il a fondé un monastère à Totma. Canonisé par l'Église orthodoxe russe, il est fêté le 28 janvier julien (cela correspond au 10 février grégorien).

## Contexte
Au XVIe siècle, à proximité de Totma (province de Vologda), le moine Théodose, surnommé d'après le lieu de ses exploits, Totemsky, s'est astreint à l'ascèse. Les habitants de Totma le traitaient avec révérence et l'aidaient avec leurs moyens. Lorsqu'il décida de construire un monastère, ils adressèrent une demande au tsar Ivan le Terrible pour qu'il l'autorise. Leur demande fut acceptée : en 1554, l'archevêque de Rostov, Nikandr, délivra au moine Théodose une charte pour la construction d'un temple et de tout ce qui était nécessaire à sa consécration. Au même moment, l'higoumène du monastère Spasso-Priloutsky bénit le moine Théodose avec une icône de la Mère de Dieu pour la réussite de l'établissement du nouveau monastère. Et c'est avec cette icône qu'il est venu à Totma.

## Retour des reliques de Théodose à Totma
Le 17 avril 1919, les reliques de Théodose sont cachées dans le cadre d'une campagne d'athéisme visant à priver le public des fidèles de la vénération des reliques de saints. Dans les années 1920, le monastère Spasso-Sumorine est fermé par le pouvoir communiste et les reliques sont transférées dans les réserves du musée régional de Vologda. En 1988, pour le millénaire du baptême de la Russie, elles sont rendues à l'éparchie de Vologda qui les translate à l'église Saint-Lazare-le-Juste de Vologda. En 1994, elles sont solennellement données à l'église de la Nativité-du-Christ de Totma. 

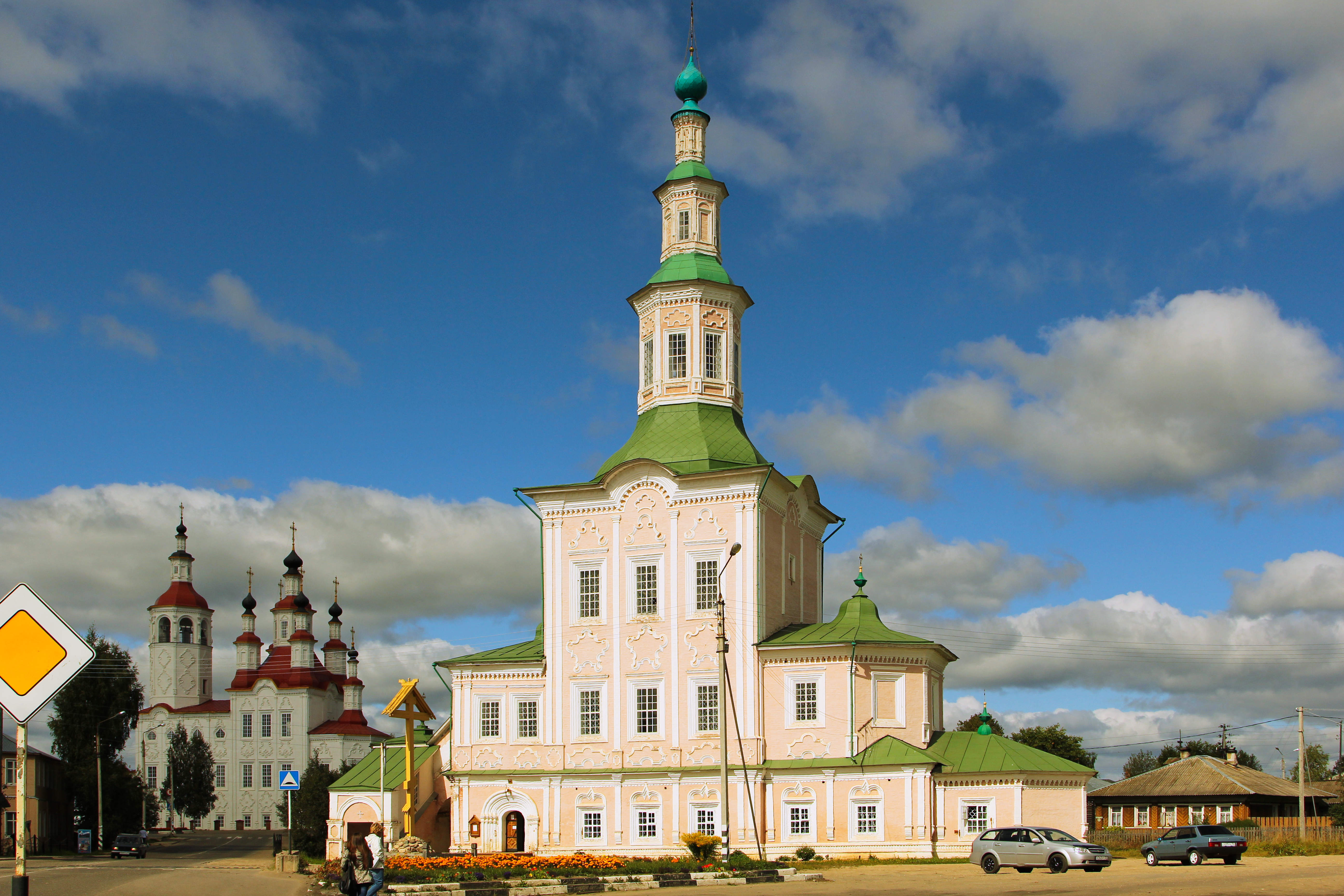
L'église de la Nativité-du-Christ de Totma.

## Postérité
Le 460e anniversaire de la fondation du monastère Spasso-Sumorine et les vingt ans du retour des reliques de Théodose à Totma ont été célébrés en 2014. Le monastère Spasso-Sumorine est en partie rendu à l'Église orthodoxe russe cette même année et une petite communauté y a restauré la vie religieuse. L'église de la Nativité-du-Christ de Totma abrite désormais un coffret contenant les reliques du fondateur du monastère de Spasso-Sumorine (en l'honneur de l'icône de la Très Sainte Mère de Dieu « Sumorinskaya »).